# Glochidion calocarpum
Glochidion calocarpum är en emblikaväxtart som beskrevs av Wilhelm Sulpiz Kurz. Glochidion calocarpum ingår i släktet Glochidion och familjen emblikaväxter. Inga underarter finns listade i Catalogue of Life.